# Sant Miquel de l'Espluga
Sant Miquel de l'Espluga és una església de l'Espluga de Francolí (Conca de Barberà) declarada bé cultural d'interès nacional.

## Arquitectura
L'església vella de Sant Miquel és una obra de començaments del gòtic, amb notables influències cistercenques tant a l'estructura com en els elements decoratius, escassos i austers: en aquest sentit, cal notar la proximitat geogràfica dels monestirs cistercencs de Poblet, Santes Creus i Vallbona de les Monges.
L'edifici és d'una nau de tres trams i absis poligonal amb capelles radials. Al costat nord del segon tram hi ha una capella lateral. L'empenta de les voltes ogivals, que cobreixen tot l'edifici, és contrarestada a l'exterior per contraforts que, al sector de l'absis, són inclosos a l'interior, en llur part inferior, per formar les capelles radials.

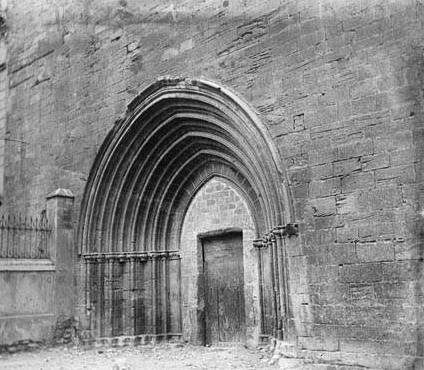
Porta d'entrada a l'església (octubre de 1906)

La façana oest és molt massissa i no té cap altra obertura que la portalada principal, d'arc lleugerament apuntat, amb complexos feixos de motllures que formen els brancals i les arquivoltes. Al cim s'alça un robust campanar de base quadrangular i finestres a la part superior, element de construcció potser posterior a la resta de l'edifici.
A la façana sud, que dona a la plaça del costat de l'església, s'obre una altra porta, adovellada, entre contraforts, en els quals recolza un arc molt rebaixat que forma una mena de petit porxo, de realització segurament més tardana.
Destaca la capella lateral del presbiteri. Aquest és l'únic espai interior que acull un ric treball decoratiu. Els elements en forma de crochet, recorden aquells de les capelles del mur de l'evangeli de l'església de Sant Miquel de Montblanc. Aquí però, les mènsules no són figurades.
L'altar major de l'església, d'estructura senzilla, està acompanyat d'una imatge de Sant Miquel del segle xviii - XIX, policromada i una verge d'estil propi del romànic.
El púlpit de pedra està format per cinc tancaments a manera de barana cega. Aquesta es divideix en dues llancetes apuntades i dos quadrats amb una estilització floral de quatre pètals. Aquest tancament d'inspiració gòtica es sustenta sobre un estructura pentagonal superposada a la paret, cada una de les parts de la qual en disminució, finalitzen en una mitja esfera.

## Història
L'església fou bastida als segles XIII-XIV, probablement a l'indret d'una antiga església romànica esmentada el 1182. Al segle xiv, l'Espluga estava dividida en dos dominis: l'Espluga Jussana amb un comandador templer i l'Espluga Sobirana amb un balle. Per bé que el poble restava dividit en dues jurisdiccions, Sant Miquel en fou l'única parròquia, i el capellà era el mateix per les dues Esplugues, malgrat tot, disposava de dos cementiris, un per cada Espluga.
Al segle xix, l'església gòtica resultava petita i se'n va construir una de més gran al davant, que fou consagrada el 1871. Tot i haver perdut el caràcter de parròquia, resta oberta al culte. A la tercera guerra carlina, l'interior del temple fou molt malmès. Dues campanyes de restauració -als anys 1920 i 1950- li han donat l'aspecte actual.

## Jaciment arqueològic
Durant unes obres d'instal·lació de clavegueram urbà, es localitzaren diverses tombes d'època medieval al bell mig de la plaça de l'Església. Les troballes correspondrien a un dels dos cementiris. Durant la intervenció, es van identificar un total de 17 enterraments tallats longitudinalment per l'esmentada rasa. La tipologia dels enterraments en fosses típiques de la baixa edat mitjana i moderna, la localització d'una copa de llautó en una de les tombes i la distància amb els murs de l'Església, van fer pensar als responsables de la intervenció, que es tractava d'enterraments, possiblement dels segles xvii o XVIII, però sense poder precisar si en una cota més baixa a la que es treballava, es poguessin documentar enterraments més antics.